# Apatania schmidi
Apatania schmidi är en nattsländeart som beskrevs av Nishimoto 1988. Apatania schmidi ingår i släktet Apatania och familjen Apataniidae. Inga underarter finns listade i Catalogue of Life.